# Vĩnh Tu
Vĩnh Tu (chữ Hán giản thể: 永修县) là một huyện thuộc địa cấp thị Cửu Giang, tỉnh Giang Tây, Cộng hòa Nhân dân Trung Hoa. Huyện này có diện tích 2035 ki-lô-mét vuông, dân số năm 1999 là 351.763 người. Mã số bưu chính của huyện là, 330300

## Hành chính
Vĩnh Tu được chia ra làm 15 đơn vị hành chính cấp hương, gồm 11 trấn và 4 hương. Ngoài ra huyện này còn quản lí 5 đơn vị tương đương cấp hương khác
- Trấn: Đồ Phụ (涂埠镇), Ngô Thành (吴城镇), Tam Khê Kiều (三溪桥镇), Cầu Tân (虬津镇), Ngải Thành (艾城镇), Than Khê (滩溪镇), Bạch Tra (白槎镇), Mai Đường (梅棠镇), Yến Phường (燕坊镇), Mã Khẩu (马口镇), Chá Lâm (柘林镇)
- Hương: Tam Giác (三角乡), Cửu Hợp (九合乡), Lập Tân (立新乡), Giang Thượng (江上乡)

Đơn vị ngang cấp hương khác
- Khu khai phát kinh tế kĩ thuật Vân Sơn - Vĩnh Tu (江西永修云山经济技术开发区)
- Xí nghiệp tập đoàn: Vân Sơn (云山企业集团), Hằng Phong (恒丰企业集团)
- Khu trồng trọt khai khẩn: Bát Giác Lĩnh (八角岭垦殖场), Vĩnh Phong (永丰垦殖场)